# Epinecrophylla
Genre
Epinecrophylla est un genre de passereaux de la famille des Thamnophilidés, originaires d'Amérique centrale et du Sud.

## Liste des espèces
Selon la classification de référence du Congrès ornithologique international (version 9.2, 2019) :
- Epinecrophylla fulviventris — Fourmilier à gorge marbrée, Myrmidon fauve (Lawrence, 1862)
- Epinecrophylla gutturalis — Fourmilier à ventre brun, Myrmidon à ventre brun (Sclater, PL & Salvin, 1881)
- Epinecrophylla leucophthalma — Fourmilier aux yeux blancs, Myrmidon aux yeux blancs (Pelzeln, 1868)
- Epinecrophylla haematonota — Myrmidon cravaté (Sclater, PL, 1857)
- Epinecrophylla amazonica — Myrmidon du Madeira (von Ihering, H, 1905)
- Epinecrophylla spodionota — Fourmilier de l'Inca, Myrmidon des contreforts (Sclater, PL & Salvin, 1880)
- Epinecrophylla ornata — Fourmilier orné, Myrmidon orné (Sclater, PL, 1853)
- Epinecrophylla erythrura — Fourmilier à queue rousse, Myrmidon à queue rousse (Sclater, PL, 1890)